# Schulterblatt (Straße)
Das Schulterblatt ist eine Straße in den Hamburger Stadtteilen Sternschanze und Eimsbüttel und gilt als Kern des Schanzenviertels. Es ist entstanden aus der Landstraße nach Eimsbüttel und lag im Grenzgebiet zwischen Altona und Hamburg. Von Anfang des 20. Jahrhunderts bis zum Zweiten Weltkrieg war es eine Einkaufs- und Vergnügungsstraße. Seit Mitte der 1980er Jahre hat es sich im Zuge einer Gentrifizierung mit mehreren umfangreichen Sanierungsprogrammen zu einem touristisch geprägten Anziehungspunkt entwickelt.

## Name

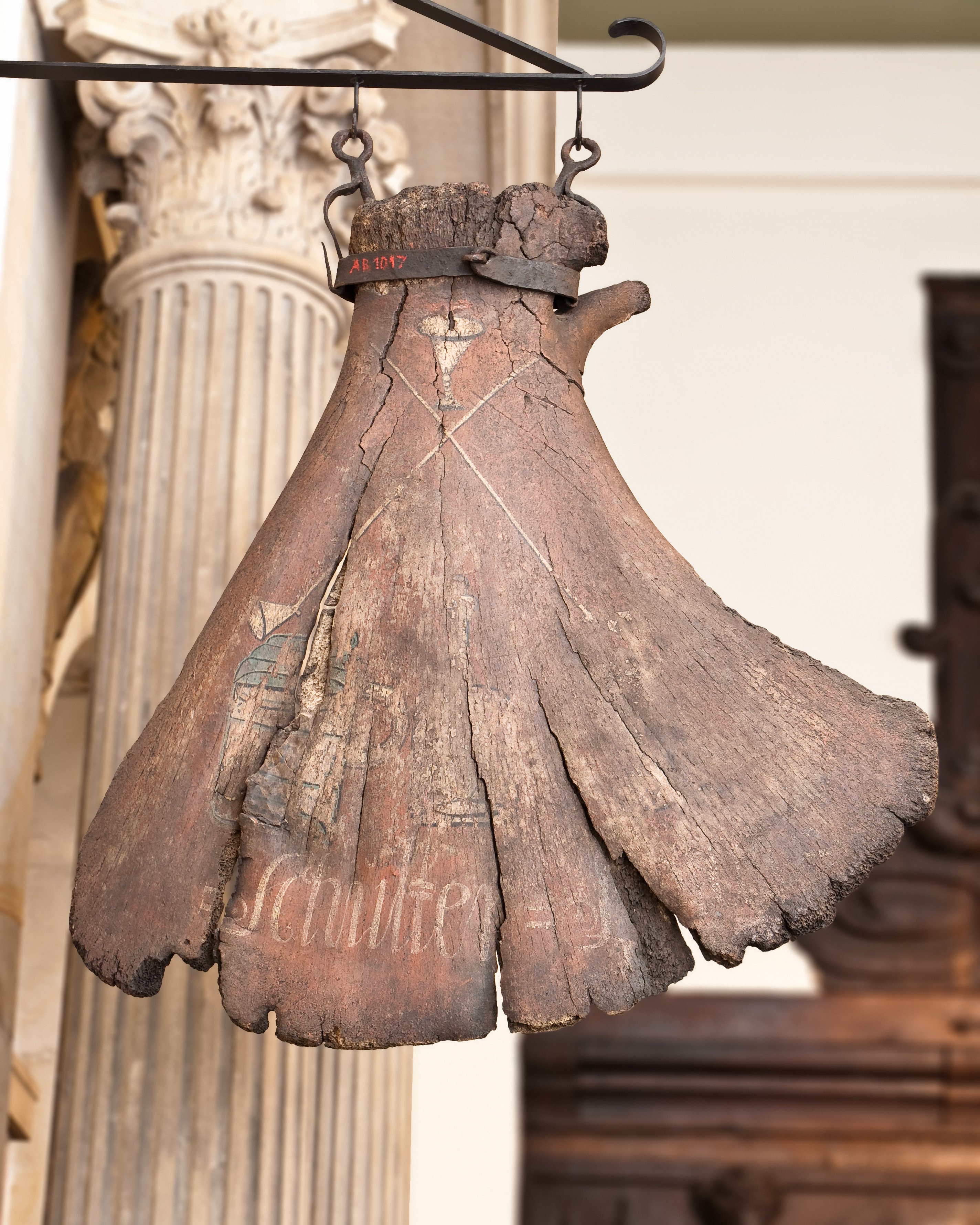
Gasthausschild Schulterblatt, Ursprung des heutigen Straßennamens, im Museum für Hamburgische Geschichte

Der Name geht zurück auf ein Wirtshaus, das das Schulterblatt eines Wals als Aushängeschild benutzte, so dass die Straße ab etwa 1700 im Volksmund Beim Schulterblatt genannt wurde. Das Wirtshaus selbst fand 1717 im Altonaer Grundbuch Erwähnung. Auf einer Karte zum Grenzvergleich zwischen Altona und Hamburg aus dem Jahr 1745 ist die Straße als Bey dem Schulter Blat eingetragen. Die offizielle Benennung in Schulterblatt erfolgte im Jahr 1841.
Bis in die Nachkriegszeit wurde die Straße weitverbreitet der Schulterblatt genannt. Es handelte sich dabei um eine aus dem Missingsch übertragene Ungenauigkeit im Gebrauch des Genus. Diese Ausdrucksweise ist jedoch heutzutage weitgehend verschwunden, stattdessen wird grammatisch korrekt das Schulterblatt verwendet.

## Lage und Verlauf
Das Schulterblatt bildet zusammen mit der Budapester Straße, dem Neuen Pferdemarkt und der Eimsbütteler Chaussee einen Straßenverlauf, der der ehemaligen Landstraße von der Stadtgrenze Hamburgs am Millerntor in nordwestlicher Richtung bis nach Eimsbüttel entspricht. Die Straße selbst ist 800 Meter lang und liegt in den Stadtteilen Sternschanze, Altona-Nord und Eimsbüttel. Sie beginnt am nördlichen Ende des Neuen Pferdemarkts, an dem auch, nordöstlich abzweigend, die Schanzenstraße ihren Anfang nimmt, und verläuft in einem leichten Bogen nach Nordwesten. Nach 80 Metern mündet links die Lerchenstraße ein und nach etwa 300 Metern kreuzt der Straßenzug Juliusstraße/Susannenstraße. Im Anschluss verbreitert sich an der rechten Seite der Fußgängerbereich zu einem „Piazza“ genannten Platz.
Nach gut einhundert Metern münden auf der rechten Straßenseite die Rosenhofstraße und zwanzig Meter weiter auf der linken Straßenseite die Eifflerstraße. Anschließend unterquert die Straße eine Brücke der Hamburg-Altonaer Verbindungsbahn. Nach weiteren fünfzig Metern kreuzt der Straßenzug Max-Brauer-Allee/Altonaer Straße das Schulterblatt.
In der Straßenmitte befindet sich seit der Neustrukturierung der Stadtteile im Jahr 2008 die Grenze zwischen den Stadtteilen Altona-Nord, Sternschanze und Eimsbüttel und damit zwischen den Bezirken Altona und Eimsbüttel. Unmittelbar nördlich davon zweigt schräg nach links die Eimsbütteler Straße ab, nach wenigen Metern auf der rechten Seite die Amandastraße. Das Schulterblatt verläuft dann 230 Meter weit im Bezirk Eimsbüttel und geht auf Höhe der Nagels Allee in die Eimsbütteler Chaussee über. Anstelle der ehemaligen Einmündung der Margarethenstraße (seit 1965 Margaretenstraße) gegenüber der Nagels Allee trennt auf der rechten Seite seit den 1960er Jahren lediglich ein Fußweg zwischen den Häuserzeilen den Straßenverlauf.

## Grenzgebiet und Grenzverschiebungen

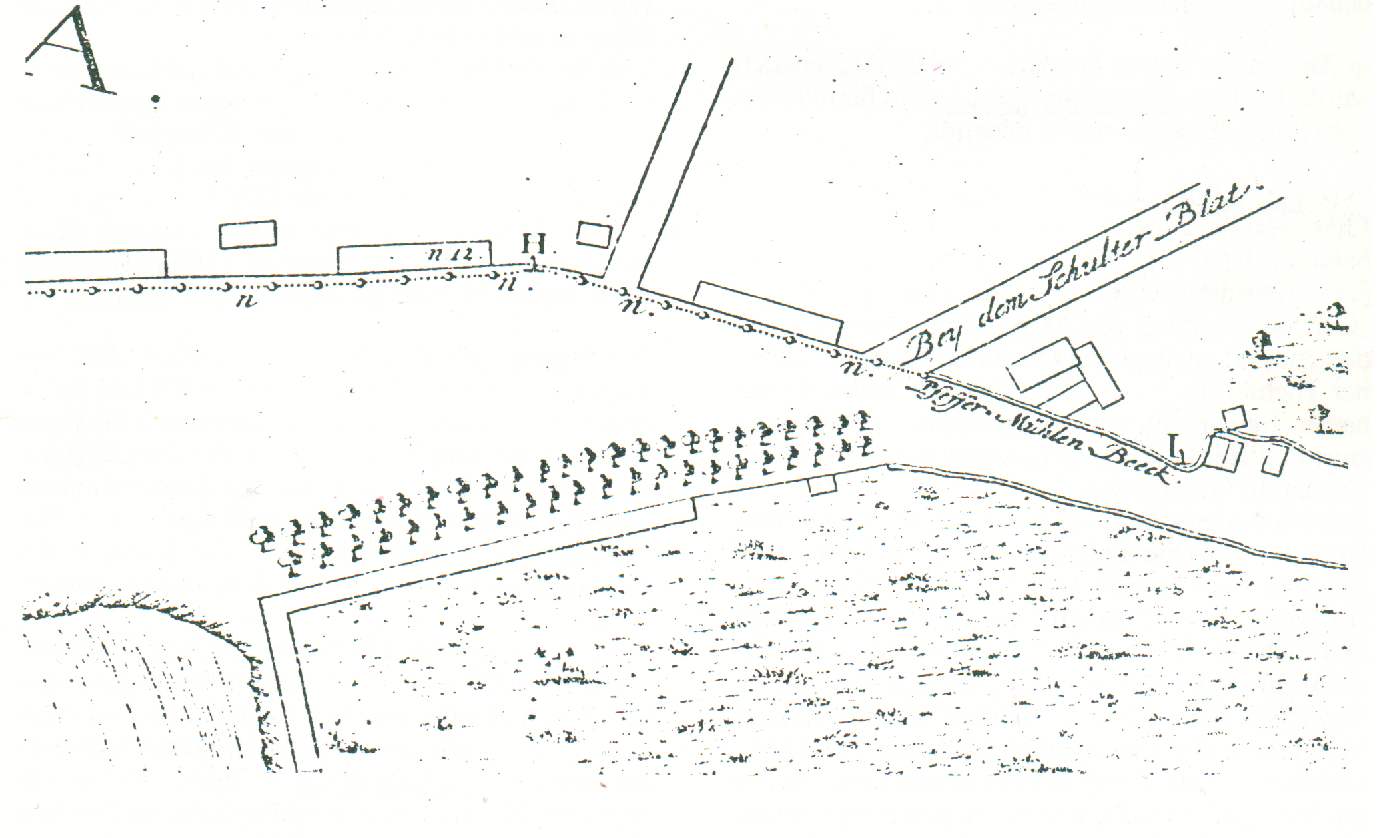
Ausschnitt der Grenzkarte von 1745, worauf die Grenzzeichen zwischen der Stadt Hamburg und Altona beschrieben

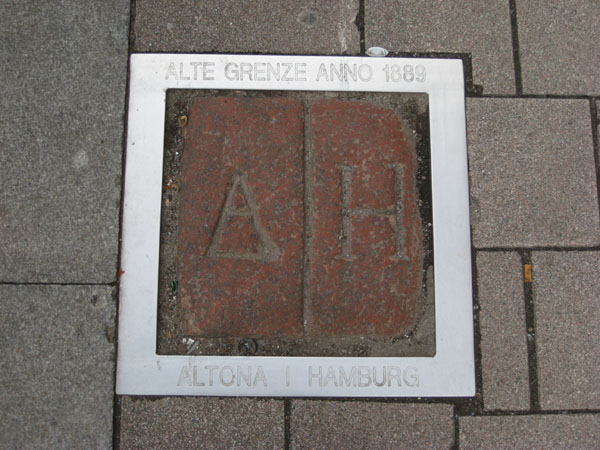
Grenzstein im Pflaster des Schulterblatts

Die Gegend beim Schulterblatt war seit der Gründung Altonas im 16. Jahrhundert dessen nordöstliche Grenze, sowohl zum Hamburger Berg, der späteren Vorstadt St. Pauli, wie zu den Ländereien des St. Johannis-Klosters. Letztere umfassten den Heidberg von Heimichhude (die spätere Sternschanze), den Schäferkamp und das Dorf Eimsbüttel. Mit der Reformation kamen sie ab 1536 unter die Rechtsgewalt der Stadt Hamburg und standen unter der Verwaltung der Klosterstiftung. Als Grenze wurde dabei das Tal des Pepermöhlenbek angesehen, der zeitweise auch Borchgrave (Grenzgraben) genannt wurde. Er entsprang am Grünen Jäger, verlief westlich der heutigen Bartelsstraße und Lindenallee und mündete in der Gegend der heutigen Marthastraße in die Isebek.
Grenzstreitigkeiten waren an der Tagesordnung, bis es 1739 zwischen der damals unter dänischer Verwaltung stehenden, aber eigenständigen Stadt Altona und Hamburg zum Grenzvergleich kam. Dabei wurde der von Altonaer Seite beanspruchte Gebietszwickel Bey dem Schulter Blat aus der hamburgischen Umgebung ausgegrenzt. „Die alte Grenze zwischen Hamburg und Altona folgte […] einer Linie, die den Taleinschnitt des Pepermöhlenbek und die Westseite des Neuen Pferdemarktes verbindet. Dazwischen durchschnitt sie die Straßenblocks. Dort verlief entlang einer Palisade ein Kontrollgang, der teilweise heute noch sichtbar ist.“ Dieser Gebietszwickel ist in der heutigen Bebauung noch nachvollziehbar: er verläuft entlang der Schanzenstraße 1 bis 7, knickt ab in einer Hofeinfahrt zwischen der Schanzenstraße Nr. 7 und Nr. 23 (die dazwischenliegenden Hausnummern fehlen aus ebendiesem Grunde), zieht sich durch das Blockinnere schräg über den Hamburger Hof (Schulterblatt 24 a–h) und wird mit dem spitz zulaufenden Grundriss des Boardinghouses (Schulterblatt 36) aufgenommen.

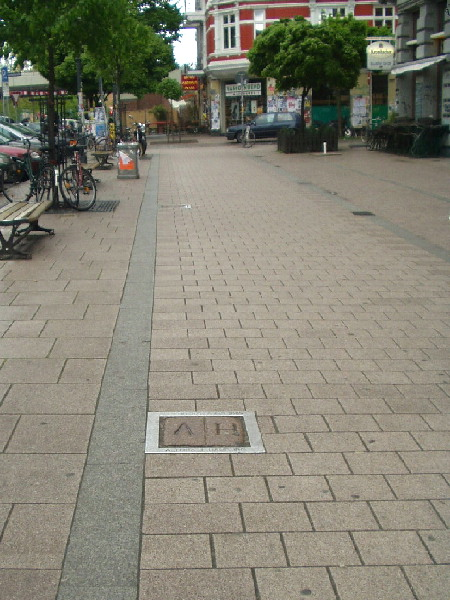
Markierung des ehemaligen Grenzverlaufs: links Altona, rechts Hamburg

Damit ergab sich für das Schulterblatt die Situation, dass im ersten Abschnitt die Grundstücke beidseitig, und ab Höhe der heutigen Hausnummer 49 bis zur Einmündung der Eimsbütteler Straße linksseitig zu Altona gehörten. Die rechte Straßenseite, ab der heutigen Hausnummer 58, hingegen war Klosterland. Die Grenze zu Eimsbüttel wiederum verlief von der heutigen Altonaer Straße schräg über das Schulterblatt entlang der Eimsbütteler Straße. Am 29. Dezember 1845 wurden die Grenzen der Vorstadt St. Pauli erweitert „durch die Hinzuziehung des ganzen ehemaligen Rosenhofs, so daß die Vorstadt bis an die Dorfschaft Eimsbüttel grenzte und eine gerade Linie in der Verlängerung der Westseite der Weidenallee diesen Zuwachs gegen die Sternschanze abschloß.“
Mit dem Groß-Hamburg-Gesetz von 1937 und der damit einhergehenden Eingemeindung Altonas nach Hamburg kam es zu weiteren Gebietsverschiebungen. Die Grenze zwischen St. Pauli und Altona wurde auf der linken Straßenseite bis zur Juliusstraße und auf der rechten bis zur Bahnbrücke vorverlegt, der Abschnitt zwischen Juliusstraße und Bahnbrücke gehörte zum Stadtteil Altona-Altstadt, hingegen das Stück nördlich der Bahn bis hin zur Eimsbütteler Straße zu Altona Nord. Die linke Straßenseite von der Eimsbütteler Straße bis zur Nagels Allee und die rechte vom Bahndamm bis zur Einmündung Margaretenstraße wiederum waren Eimsbüttel zugehörig. Damit zog sich das Schulterblatt nicht nur durch vier Stadtteile, sondern unterstand auch der Verwaltung von drei verschiedenen Bezirken: Neben Altona und Eimsbüttel auch dem Bezirk Hamburg-Mitte für den St. Pauli-Abschnitt.
Mit dem Gesetz über die räumliche Gliederung der Freien und Hansestadt Hamburg wurde zum 1. März 2008 der neue Stadtteil Sternschanze geschaffen und dem Schulterblatt eine neue Zuordnung gegeben. Linksseitig bis zur Bahnbrücke und rechts bis zur Altonaer Straße gehört es nun zu ebendiesem neuen Stadtteil und damit wieder zu Altona. Der linksseitige Abschnitt nördlich der Bahn bis zur Eimsbütteler Straße verblieb bei Altona-Nord, der Eimsbütteler Teil beginnt ab der Eimsbütteler Straße und der Altonaer Straße.

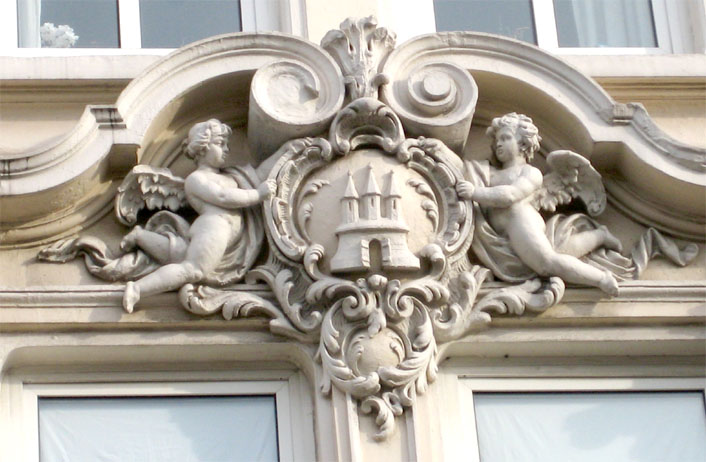
Das Stadtwappen von Altona in Richtung Schulterblatt …
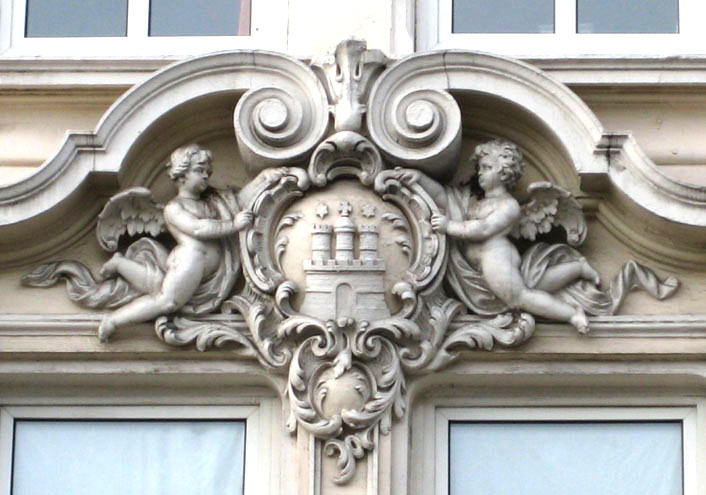
… und das Hamburger zur Schanzenstraße hin.

Als Erinnerung an die Grenzziehung von 1739 befindet sich an dem Eckhaus Schulterblatt/Schanzenstraße, einem vierstöckigen Wohn- und Geschäftshaus der Gründerzeit, im reichhaltigen Fassadenschmuck oberhalb des zweiten Stockwerks zur Schanzenstraße hin das Hamburger und zum Schulterblatt das Altonaer Wappen, beide laubumkränzt und von Putten getragen. Einen weiteren Hinweis geben einige historische Grenzsteine mit der Markierung „A|H“, die in dem Abschnitt von der Einmündung Susannenstraße bis zur Bahnbrücke in das Gehwegpflaster aufgenommen sind. Sie stammen aus dem Jahr 1889, stehen unter Denkmalschutz und befinden sich vor den Hausnummern 88, 92 und 98. Auf der zum Fußgängerbereich ausgebauten Piazza wird der ehemalige Grenzverlauf seit dem Jahr 2002 durch unterschiedliche Pflasterung hervorgehoben.

## Geschichte
Das Schulterblatt war Teil einer Landstraße, die spätestens seit dem 13. Jahrhundert bestand, auf der Höhe des späteren Millerntors vom Elbhöhenweg abzweigte und Richtung Eimsbüttel weiter nach Pinneberg verlief. Das Gebiet stand ab dem 12. Jahrhundert im Eigentum der Grafen von Schauenburg und Holstein, die ständig in finanziellen Nöten steckend 1246 den Hamburger Berg und 1293 die Ländereien nordwestlich der Eimsbütteler Landstraße an das Kloster Herwardeshude, dem späteren St. Johanniskloster, verpfändeten. Das Gebiet südwestlich der Straße blieb Teil der Grafschaft Holstein, ging 1261 in die Grafschaft Holstein-Itzehoe und 1290 in die Grafschaft Holstein-Pinneberg über. Durch Erbfolge wurde der dänische König in Personalunion deutscher Reichsfürst über das Herzogtum Holstein, wodurch er ebenfalls Landesherr über Altona wurde und sich sein Herrschaftsbereich nun auch über den Altonaer Teil des Schulterblatts erstreckte. Mit Verleihung der Stadtrechte im Jahr 1664 wurde das Schulterblatt zu Altonas nördlichem Grenzbereich.

### Erschließung
Die erste nachgewiesene Bebauung an der Landstraße nach Eimsbüttel war ein Wirtshaus mit dem Namen „Schulterblatt“, das nach der dänischen Belagerung Hamburgs von 1686 eröffnet und 1717 im Stadtgrundbuch von Altona eingetragen wurde. Der Name geht zurück auf das Schulterblatt eines Wals, das der Wirt von Walfängern der 1685 in Altona gegründeten Grönlandkompanie mitgebracht bekam und als Aushängeschild seiner Gastwirtschaft verwendete. In der Sammlung des Museums für Hamburgische Geschichte befinden sich zwei dieser Schilder: eines ist neben einigen Zeichnungen beidseitig mit dem Schriftzug Schulter=Blatt verziert, auf einem weiteren ist der Satz Hier schenkt man Bier und Brantewein zu lesen.

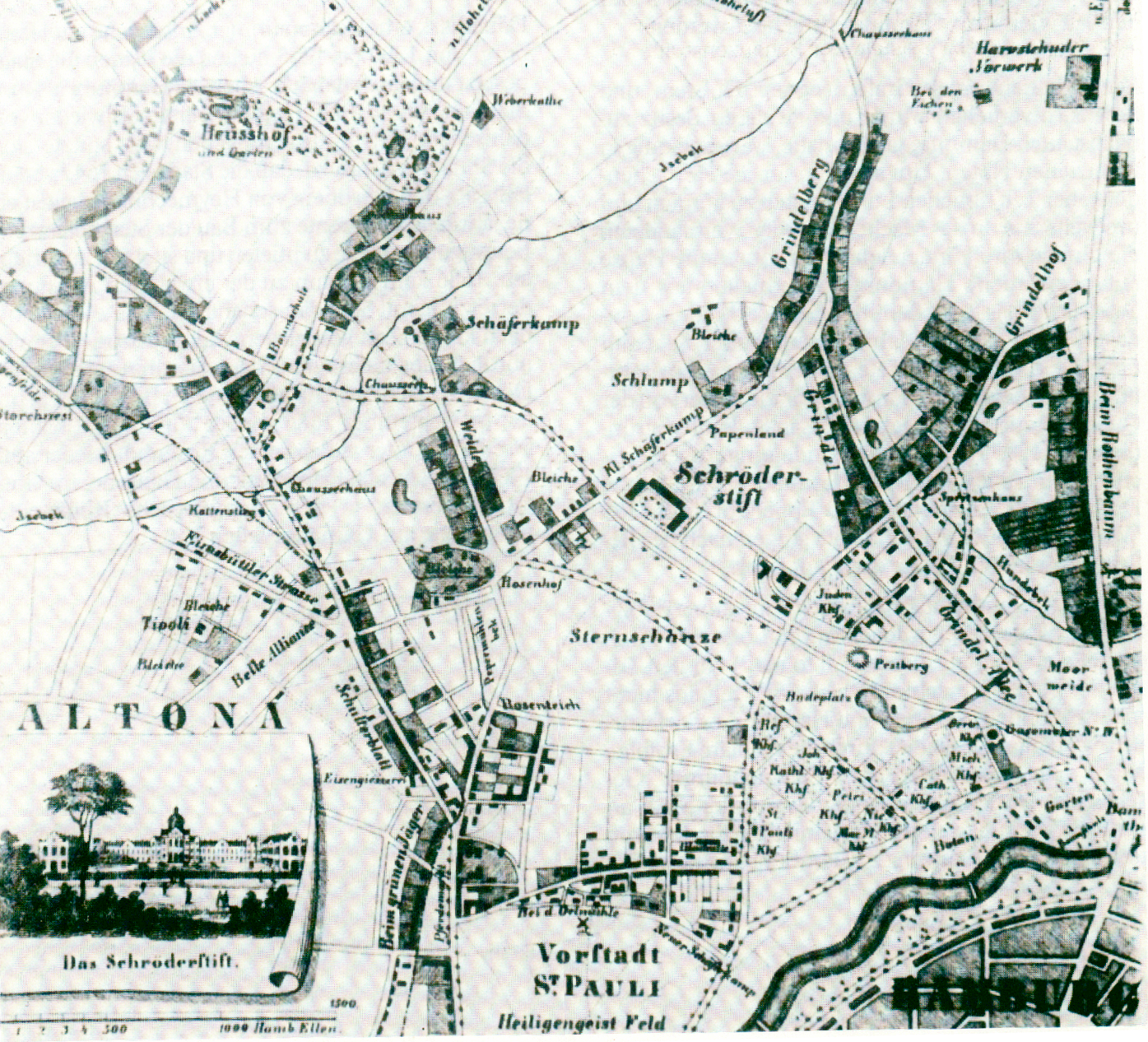
Karte aus dem Jahr 1853 (Ausschnitt)

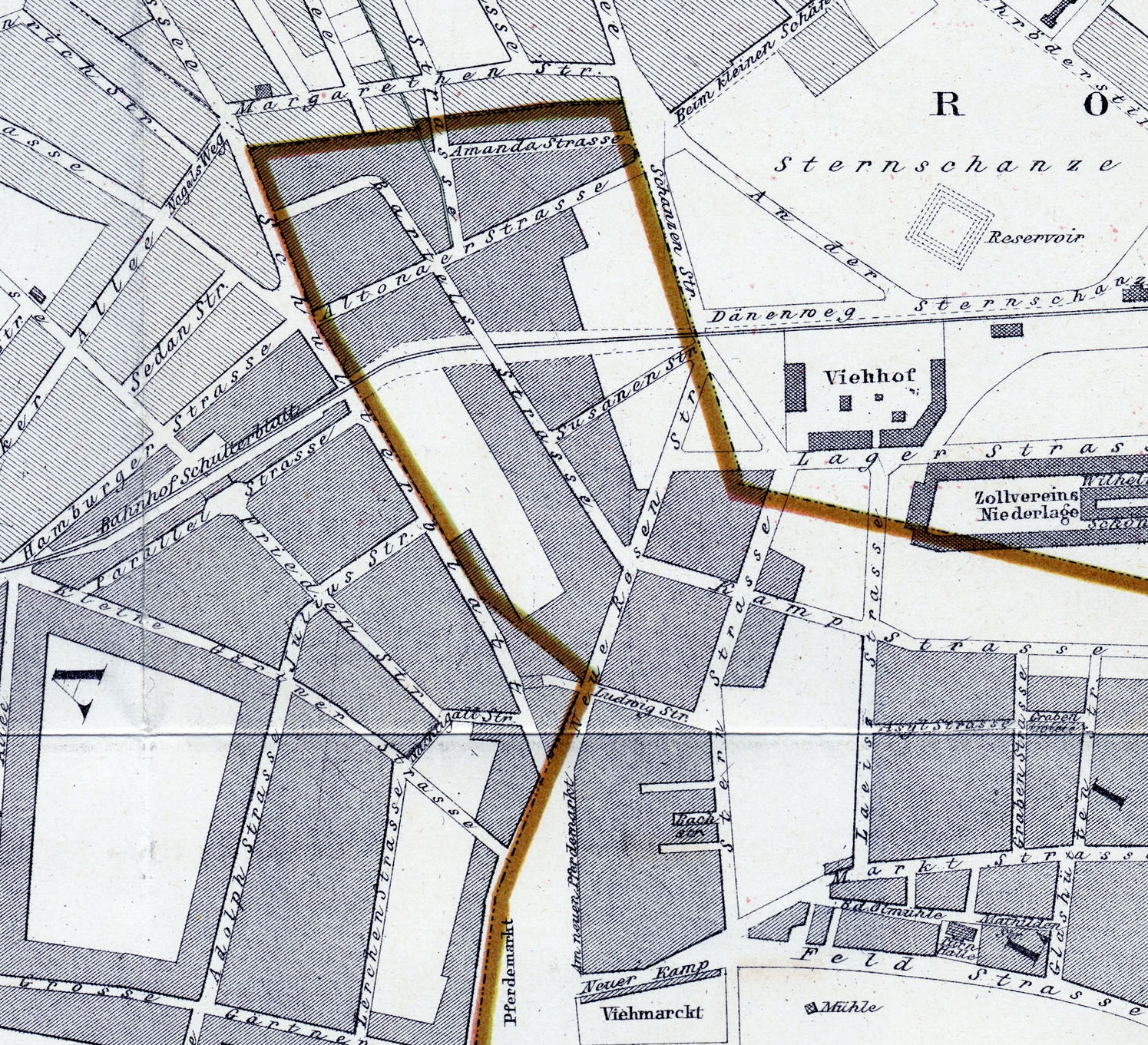
Karte aus dem Jahr 1880 (Ausschnitt)

Ab Mitte des 18. Jahrhunderts hatten sich an der Gegend des Schulterblatts einige „Privatleute“ angesiedelt, eine erste Apotheke ist für das Jahr 1773 nachgewiesen, die von einem Georg Vogelsank betrieben wurde. Am 27. Dezember 1813 brannten die französischen Besatzer sämtliche Ansiedlungen vor den Hamburger Wallanlagen nieder, so auch die 26 Häuser am Schulterblatt: „Um der Sternschanze eine freie Übersicht zu verschaffen, war der Rosenhof, das Schulterblatt, selbst über die hamburgische Grenze hinaus, dann der Schäferkamp und der größte Theil Eimsbüttels […] abgebrannt und demoliert und fast alle Baumbepflanzung niedergehauen.“
Die Bewohner kehrten nach Abzug der Franzosen zurück und bauten ihre Häuser wieder auf. Auch erste Gewerbebetriebe eröffneten am Schulterblatt, so wurde am 28. September 1831 im Hamburgischen Correspondent bekanntgegeben, dass ein gewisser John Blankley und seine Söhne in der neu errichteten Eisengießerei Teilhaber wurden. Diese hatte ihren Standort hinter der Einmündung der Lerchenstraße.
Die städtische Erschließung und Bebauung des Schulterblatts, wie des gesamten Schanzenviertels, begann in der Mitte des 19. Jahrhunderts sowohl von Hamburger wie von Altonaer Seite. Der Bau der Verbindungsbahn zwischen dem Bahnhof Altona und dem Bahnhof Klosterthor von 1864 bis 1866 brachte der Straße eine verkehrsgünstige Verbindung. Beim Schulterblatt verlief die Bahnlinie an der Grenze zu Eimsbüttel. Links der Straße, zur Friedenstraße (der heutigen Lippmannstraße) hin, wurde der Bahnhof Schulterblatt als Station zwischen den Bahnhöfen Altona und Sternschanze angelegt. Dazu baute man parallel zur Bahnlinie die Parallelstraße (seit 1945 Eifflerstraße). Der Bahnhof Schulterblatt bestand von 1866 bis 1891, er wurde im Zuge der Verlegung der Trasse auf einen Damm aufgehoben und ab 1893 durch den Bahnhof Holstenstraße ersetzt. Im Jahr 1903 konnte die Eisenbahnbrücke über das Schulterblatt fertiggestellt werden, es handelte sich um eine stählerne Balkenbrücke, die auf Steinwiderlagern und zwei Reihen Stützen konstruiert war. 2005 wurde sie durch den Neubau einer Betonverbundbrücke ersetzt.

### Geschäfts- und Vergnügungsstraße
Bis zum Anfang des 20. Jahrhunderts war die Bebauung weitgehend abgeschlossen, die letzte große Lücke wurde 1930 mit der Fertigstellung des Boardinghouse des Westens am Schulterblatt 24–36 geschlossen. Die verschiedenen Baustufen sind, insbesondere auf der linken Straßenseite vor der Juliusstraße, teilweise noch nachvollziehbar. So stehen dort noch zweigeschossige Häuser der ersten Baustufe um 1860, ursprünglich alleinstehende Vorstadthäuser, neben dreigeschossigen Mietshäusern von etwa 1870 bis 1880 und imposanten vierstöckigen Gründerzeithäusern, die um 1890 errichtet wurden. Mit dem Ausbau wurde das Schulterblatt zur Geschäftsstraße, die Erdgeschosse waren weitgehend Läden vorbehalten, die darüberliegenden Etagen zumeist mit großbürgerlichen Wohnungen belegt. In den Hinterhöfen siedelte sich Gewerbe an, vielfach aber waren sie auch mit Arbeiterquartieren, Wohnhöfen und so genannten Terrassen (hinter einem Vorderhaus längs zur Straßenachse verlaufende, zweiseitige Häuserriegel) bebaut. Diese brachten zwar durch separate Küchen, Etagentoiletten und belichtete Treppenhäuser einen gewissen Fortschritt in der Hygiene mit sich, standen dennoch durch die Enge und Dichte der Anlagen in der Tradition der Gängeviertel.
Mit der ersten Bebauung entstanden am Schulterblatt zudem zahlreiche Vergnügungsstätten. Bereits 1835 öffnete auf dem Grundstück der heutigen Roten Flora ein Tivoli genanntes Sommertheater mit Ausflugsgarten, ab 1859 um einen Fachwerkrundbau als Schmidts Tivoli ergänzt und ab 1889 durch einen weitläufigen Gebäudekomplex mit Gartenanlagen, dem Gesellschafts- und Concerthaus Flora, ersetzt. Ein weiterer bekannter Bau aus Anfang des 19. Jahrhunderts war das Belle Alliance am Schulterblatt 115–119, hinter der Einmündung der Eimsbütteler Straße, mit großen Gesellschaftssälen, ab 1906 als Kino genutzt.

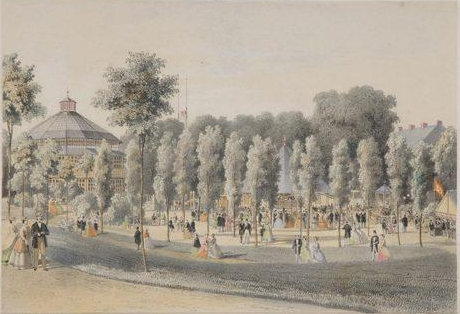
Schmidts Tivoli, 1864
Auf der Höhe Eimsbütteler Straße, um 1900, am linken Bildrand das „Belle-Alliance-Hotel“
Blick aus Richtung Eimsbüttel in das Schulterblatt mit der Bahnbrücke, um 1905
Blick von der Nagels Allee über das Schulterblatt in die Margaretenstraße, links das Kaufhaus Bucky, um 1910

Auch zahlreiche Wirtshäuser eröffneten bereits im 19. Jahrhundert, so das „Bierhaus Schulterblatt“ am Anfang der Straße, die „Kaisersäle“ an der Ecke der heutigen Max-Brauer-Allee und die „Wartburg“ an der Ecke zur heutigen Nagels Allee (bis ca. 1880 Nagels Weg, vergleiche Stadtplan von 1880). Einige Bekanntheit hatten auch die Lokale „Zauberflöte“ an der Ecke Juliusstraße und die „Skatdiele“ gegenüber der Flora.
Ab Ende der 1920er Jahre bestand im Haus Nummer 47–49 „Hansens Kino“. Insbesondere im Eimsbütteler Teil des Schulterblatts, nördlich der Bahntrasse, entwickelten sich etwa ab der Jahrhundertwende größere Ladengeschäfte und Kaufhäuser. An der Ecke zur Altonaer Straße befand sich der Laden von Oscar Kautzky, an der Einmündung der Amandastraße das Kaufhaus Poetsch. Es gehörte dem Unternehmer und Kunstsammler Max Emden und wurde Anfang der 1930er Jahre an Rudolph Karstadt verkauft. Eine Straßenecke weiter, an der Kreuzung Margaretenstraße, lag das weit bekannte Kaufhaus Bucky. Es ist 1890 als Woll- und Weißwarengeschäft von dem jüdischen Kaufmann Carl Bucky gegründet worden. Ende der 1920er Jahre machte es durch eine für die damalige Zeit noch ungewöhnliche Neon-Leuchtreklame auf sich aufmerksam. Auch der Werbeslogan „Selbst die Tante aus Kentucky, kommt zum Ausverkauf nach Bucky“ ist vielfach überliefert.
1907 eröffnete der Uhrmacher Gerhard Diedrich Wempe am Schulterblatt 141 sein erstes Geschäft im Hamburger Umland. Eine große, dreifache Straßenuhr, die über dem Eingang aus der Fassade hervorstand, lockte zahlreiche Kundschaft an. Das Unternehmen expandierte weiter und hatte 1914 bereits fünf Niederlassungen im benachbarten Hamburg.
Bis 1943 galt das Schulterblatt zusammen mit der Eimsbütteler Chaussee durch die zahlreichen Läden, Kaufhäuser, Kinos und Vergnügungsstätten als Nerv des geschäftigen Lebens außerhalb der Altonaer und Hamburger Innenstadtbereiche. „Man ging abends etwa von der Sillemstraße zum Neuen Pferdemarkt – über Eimsbütteler Chaussee, Schulterblatt: die eine Straßenseite rauf, die andere runter. Dann wurde angeguckt, was man sich kaufen wollte, aber nicht konnte, weil ja das Geld nicht da war.“

### Weitere Entwicklung
Nach der Machtübernahme der Nationalsozialisten kam es ab April 1933 zu wiederholten Übergriffen und Boykottaufrufen gegen Geschäfte mit jüdischen Inhabern, Scheiben wurden eingeworfen und NS-Parolen an die Häuser geschmiert. Bis 1938 wurde eine Vielzahl von Läden und Firmen „arisiert“. So kündigte zum Beispiel die Firma Dasking mit dem Anzeigentitel „Hoppla, jetzt kommen wir!“ die Übernahme des Kaufhauses Bucky an. Weitere, heute bekannte, enteignete Läden waren
- die Möbelhandlung Elias Kreph, Schulterblatt 32,

- das Haus der Hüte, Schulterblatt 49

- das Herrenkonfektionsgeschäft von Jacob Pfifferling, Schulterblatt 125,

- das Damenhutgeschäft von Ferdinand Stern, Schulterblatt 128,

- das Wäschegeschäft Gazelle, Schulterblatt 140,

- das Speier Schuhwarenhaus, Schulterblatt 140/142,

- die Seidenwaren-Handlung Willy Mees & Co., Schulterblatt 144/146,

- das Bottina Schuhhaus, Schulterblatt 156,

- und das Fachgeschäft für Optik, Foto und Kino Campbell & Co., Schulterblatt 156a.[27][28]

Im Zweiten Weltkrieg wurden große Teile des Schulterblatts in der ersten Angriffswelle der Operation Gomorrha in der Nacht vom 24. auf den 25. Juli 1943 zerstört. Betroffen war vor allem der Eimsbütteler Teil ab der Bahnlinie, dessen Gebäudebestand nahezu vollständig ruiniert wurde, aber auch einzelne Gebäude und insbesondere Hinterhöfe im vorderen Abschnitt. Der Wiederaufbau nach dem Krieg war in den meisten Fällen notdürftig, teilzerstörte Häuser wurden um nicht mehr brauchbare Stockwerke gekürzt, vollständig zerstörte mit ein- bis zweigeschossigen Provisorien ersetzt. Im Eimsbütteler Teil fand in den 1960er Jahren eine vollständige Neustrukturierung und -bebauung statt, in dessen Zuge die Margaretenstraße und auch die parallel zum Schulterblatt verlaufende Bartelsstraße verkürzt wurden. In diesem Bereich ist heute der sogenannte Lindenpark angelegt, durch den, in Verlängerung der heutigen Margaretenstraße, ein Fußweg zum Schulterblatt führt.
Das Schulterblatt der Nachkriegszeit wies, wie das ganze Schanzenviertel, bis in die 1980er Jahre den Charakter einer zerstörten Straße auf, einige Fassaden behielten über Jahrzehnte schwarze Schutzfarbe, die Bausubstanz galt als „heruntergekommen“ und die Mieten als billig. Ab den 1960er Jahren kam es verstärkt zum Zuzug von Migranten und Studenten, es entwickelte sich eine subkulturelle und „politisch links“ geltende Szene mit einer alternativen Infrastruktur von Läden und Kneipen.

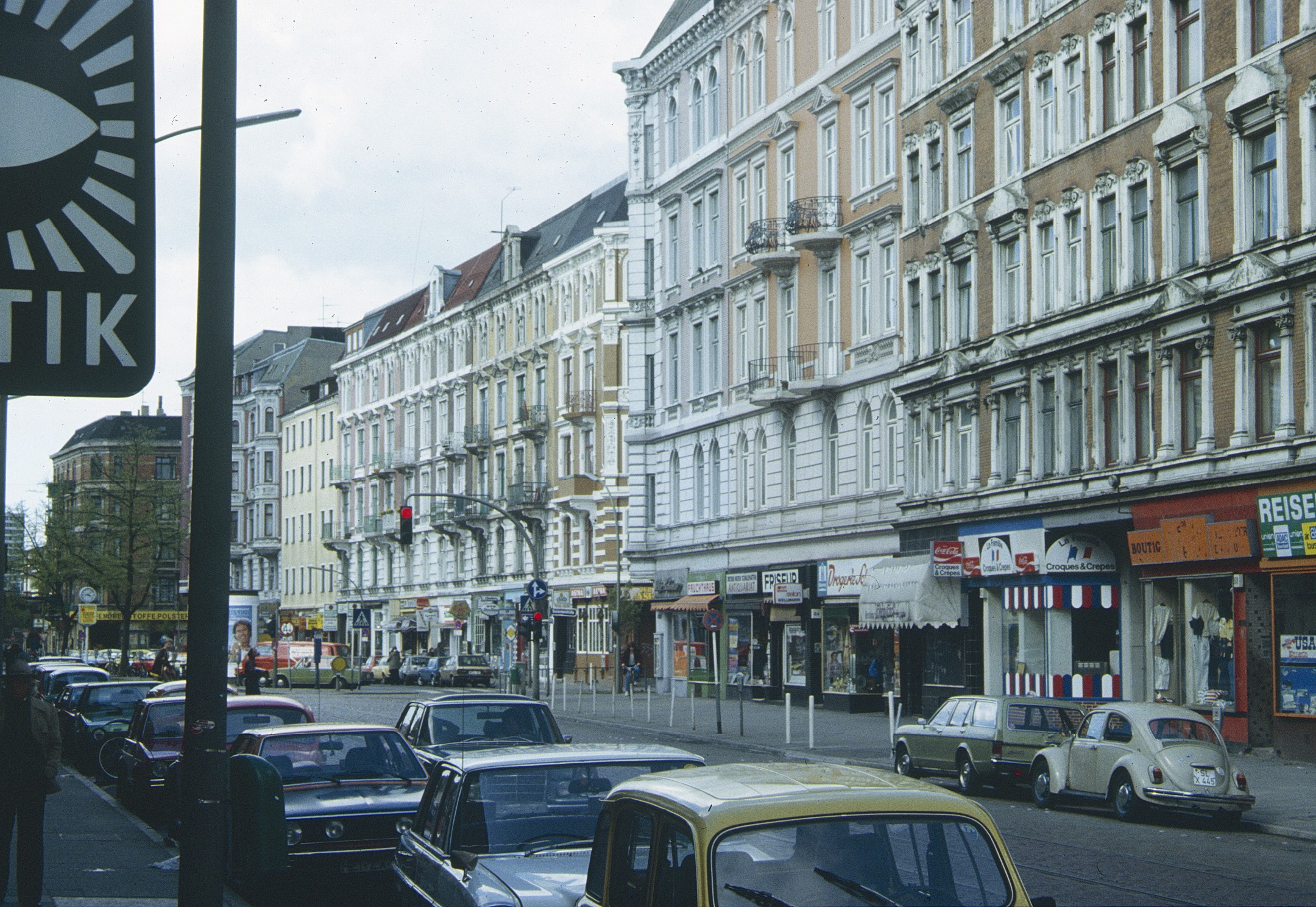
Mitte der achtziger Jahre

Am Schulterblatt Nr. 3 bestand seit dem 19. Jahrhundert bis in die 1970er Jahre das Bierhaus Schulterblatt, dann wurde es unter dem Namen Pickenpack bis Ende der 1980er Jahre als eine Mischung aus berüchtigter Kneipe und Diskothek geführt. Zusammen mit der Kneipe Zartbitter an der Schanzenstraße und der Diskothek Stairways am Pferdemarkt, beide in Sichtweite, bildete es ein sogenanntes „Bermuda-Dreieck“ für Nachtschwärmer.  In den Medien fand das Pickenpack noch Jahre nach seiner Schließung vor allem wegen Vorfällen mit dem Hamburger Chapter der Hells Angels Erwähnung. Deren Stammkneipe Angel’s Place in der Schanzenstraße war oftmals Ausgangspunkt für Übergriffe und Schutzgelderpressungen auch auf umliegende Gaststätten.
Von 1986 bis 2009 war das Schulterblatt Sanierungsgebiet. Die Bewohner wehrten sich lange Zeit gegen die damit einhergehende Umstrukturierung und Aufwertung des Viertels, die höhere Mieten und damit die Vertreibung von Anwohnern in prekären Verhältnissen mit sich brachten, ein Problem, das heute unter dem Schlagwort Gentrifizierung gefasst wird. Streitpunkte, neben den baulichen Veränderungen, waren die Schließung von sozialen Einrichtungen, wie zum Beispiel der Drogenberatungsstelle FixStern am Schulterblatt 75 zur Jahreswende 2003/2004. Damit wurde die ab Mitte der 1990er Jahre von Anwohnern und Medien problematisierte Entwicklung einer sogenannten offenen Drogenszene zu einer Auseinandersetzung um die strukturelle Zukunft des gesamten Quartiers, prägnant zusammengefasst unter der Überschrift: „Das Fenster zum Elend ist zu“.
Besondere öffentliche Aufmerksamkeit bekam der erfolgreiche Protest der Anwohner gegen den geplanten Bau eines Musical-Theaters am Standort der Flora im Jahr 1988, wie auch die ein Jahr darauf folgende und bis heute andauernde Besetzung des Restgebäudes als Rote Flora. Sie wird als autonomes Veranstaltungszentrum genutzt und ist Ausgangspunkt von auch über Hamburg hinausreichenden sozialen, kulturellen und politisch motivierten Aktivitäten der radikalen Linken.

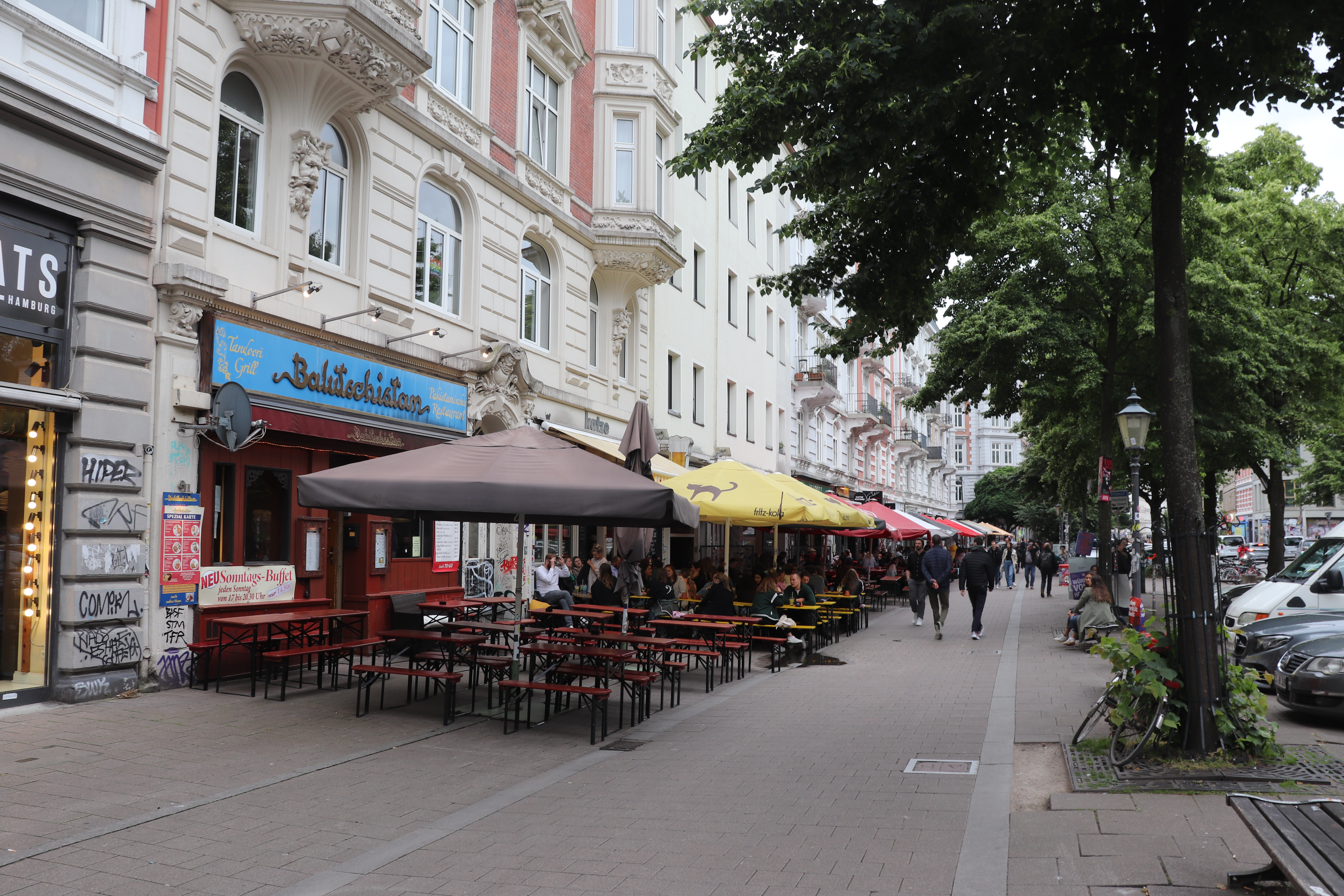
„Piazza“ gegenüber der Roten Flora, 2024

Inzwischen beherrscht vor allem die Gastronomie das Bild der Straße. Insbesondere die im Jahr 2002 zwischen Susannenstraße und Rosenhofstraße angelegte Piazza, inoffiziell auch als Achidi-John-Platz bezeichnet, ist mit zahlreichen Gaststätten und Straßencafés belegt. Durch davon ausgehenden Lärm und Schmutz sowie die Einengungen der Bürgersteige durch herausgestellte Tische und Stühle entstehen Nutzungskonflikte zwischen Hausbewohnern, Gastronomen und Gästen.
Während des G20-Gipfels in Hamburg wurde das Schulterblatt am Abend des 7. Juli 2017 Mittelpunkt von gewaltsamen Ausschreitungen und der Plünderung mehrerer Läden.
2017 eröffnete im Schulterblatt 73 das weltweit erste bilinguale Kopfhörerkino SchanzenKino 73, bei dem Besucher individuell die Sprachversion des Films wählen können.

## Bebauung
Das Schulterblatt weist eine intensive Mischnutzung mit Wohnbebauung, zahlreichen, überwiegend kleinen bis mittleren Läden, Gastronomiebetrieben und Dienstleistungsfirmen auf. Die Erdgeschosse des vorderen Abschnitts bis zur Bahnbrücke sind nahezu durchgängig von Ladengeschäften belegt. Die Bebauung besteht aus unterschiedlichen Bautypen verschiedener Dekaden seit Mitte des 19. Jahrhunderts. Seit Ende des 20. Jahrhunderts wurden, neben umfangreicher Sanierung, einige der älteren Häuser abgerissen und durch Neubauten ersetzt. Insgesamt sind in diesem Teil 25 Wohngeschäftshäuser unter Denkmalschutz gestellt, zudem der Hamburger Hof bei der Hausnummer 24 als Hinterhof-Ensemble sowie die Pianofabrik bei der Nummer 58 als Fabrikanlage. Den größten Teil dieser Unterschutzstellungen nehmen als Gesamtensemble die Gründerzeithäuser von vor der Einmündung der Susannenstraße bis zur Rosenhofstraße (Hausnummern 58a bis 86) ein, mitsamt weiteren Gebäuden in ebendiesen Straßen. Der Bereich hinter der Bahnbrücke Richtung Eimsbüttel wurde nach den Kriegszerstörungen neu strukturiert und ist hauptsächlich mit einer aufgelockerten Bebauung aus den 1960er Jahren belegt.

### Boardinghouse des Westens

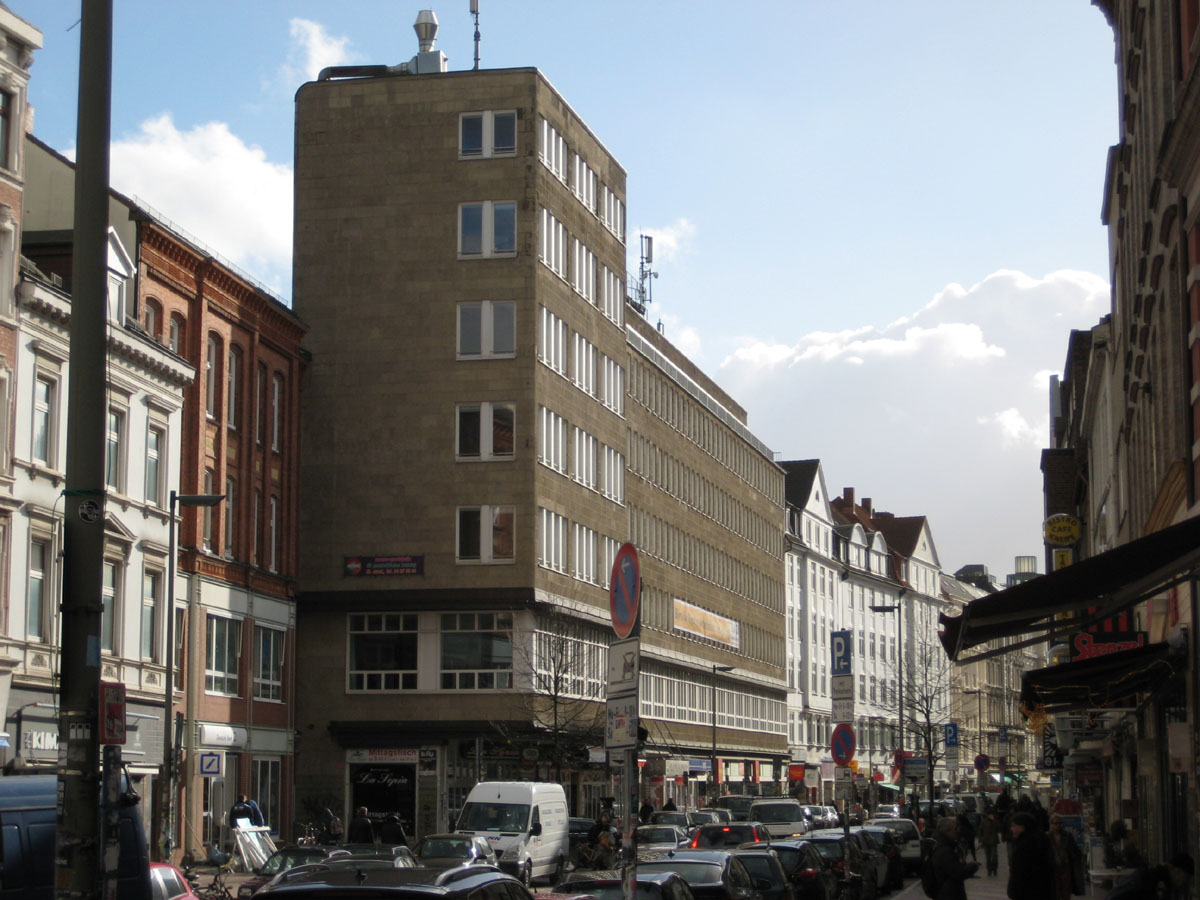
Boardinghouse des Westens

Beherrscht wird die rechte Straßenseite des ersten Abschnitts von dem langgezogenen Bau des Boardinghaus des Westens mit der Hausnummer 26–36. Auffällig sind die streng gegliederte Fassade und ein den Gehweg überkragender turmartiger Erkervorbau, der sich aus der spitzwinkligen Form des Grundstücks schräg zur Straßenachse ergab, die dem ehemaligen Grenzverlauf entspricht.
Die für ein Wohnhaus untypische Architektur ist ein Ergebnis mehrerer Umplanungen infolge der Weltwirtschaftskrise. Das Haus wurde 1930/1931 von den Architekten Rudolf Klophaus, August Schoch und Erich zu Putlitz für den Geschäftsmann C. Hinrichsen erbaut und galt als Sonderfall unter den Großwohnanlagen der zwanziger Jahre: ein bürgerliches Einküchenhaus sollte das Wohnen in der Stadt mit Gemeinschaftseinrichtungen und dem Service eines Hotels ermöglichen, die Wohnungen waren verschiedener Größe und konnten mit und ohne Bedienung oder Reinigung, auf längere oder kürzere Zeit gemietet werden, die Mieten wurden als hoch bezeichnet. Im Erdgeschoss befanden sich Läden. Doch das Wohnexperiment scheiterte, bereits 1933 wurden Kleinwohnungen eingerichtet. 1941 erfolgte eine Umwandlung zum Verwaltungsgebäude und die Landesversicherungsanstalt zog ein. Von 1971 bis 1975 wurde es zur Unterbringung von damals so genannten Gastarbeitern genutzt. In den Jahren 1976 bis 1989 übernahm es die Firma Montblanc, die seit 1910 an der Schanzenstraße produzierte, als Bürogebäude. In der Wendezeit wurde es kurzfristig für die Unterbringung von Aussiedlern der DDR genutzt, anschließend wieder für Bürozwecke vermietet. So ist es seit 1989 Hauptgeschäftssitz der Stadterneuerungsgesellschaft (STEG), bis 2007 war die Forschungsstelle für Zeitgeschichte in Hamburg (FZH) im oberen Stockwerk untergebracht.

### Pianoforte-Fabrik

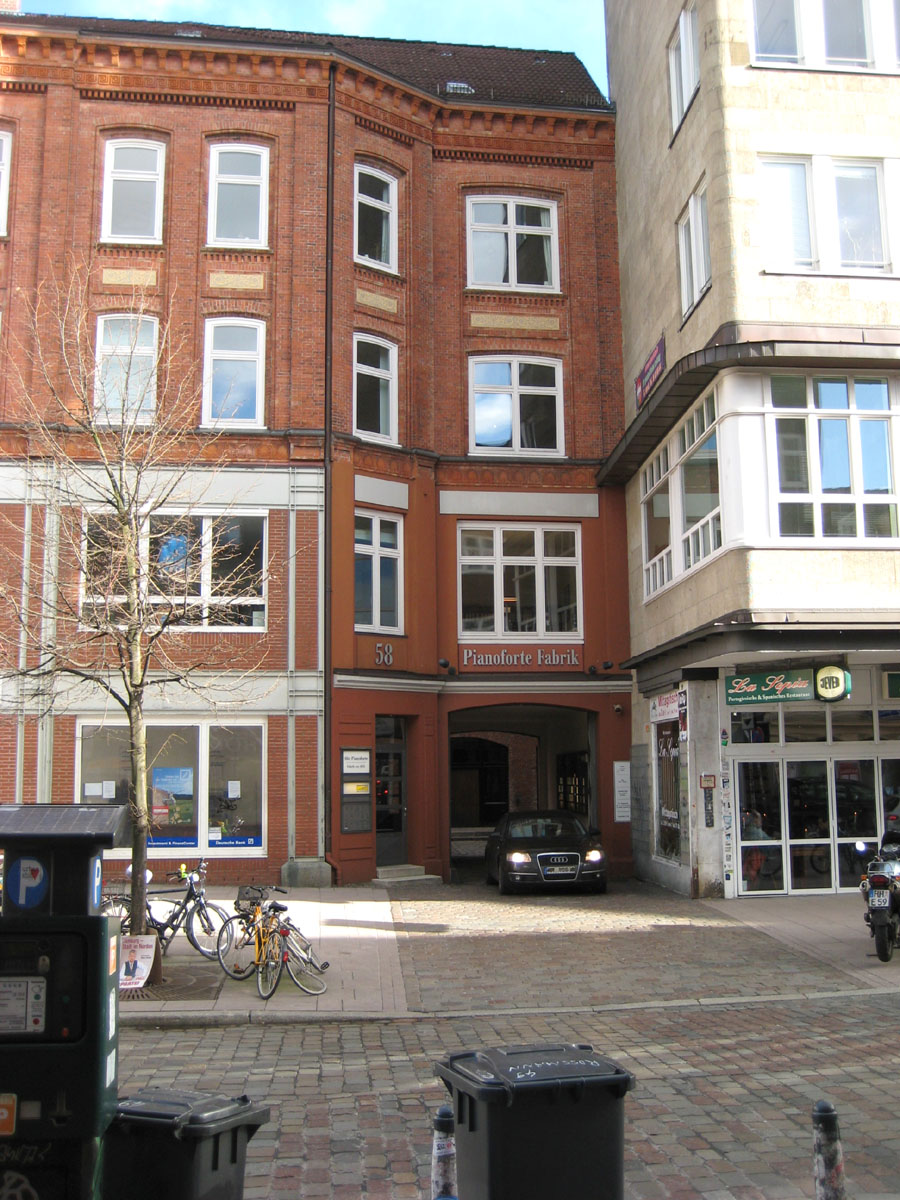
Vorderhaus 58 der ehemaligen Pianofortefabrik mit den im Jahr 2009 aufgebauten Stockwerken

Ein nicht von der Straße sichtbarer Gebäudekomplex des Schulterblatts ist der 1873 aus rotem Backstein errichtete Gewerbehof bei der Hausnummer 58, der mit seinem südlichen Bereich hinter dem Boardinghouse liegt. Er wurde von dem Architekten C.E. Hermann für Isermanns Pianoforte-Fabrik mit Werkstätten, Kontorhaus und Lager geplant und mehrmals erweitert. Um die drei Innenhöfe zogen später viele kleine Firmen ein, so eine Kautschukwäscherei, eine Maschinenfabrik und eine Gewürzmühle. 1908 wurde das Vorderhauses zum Wohnhaus umgebaut, 1910 ergänzte man die Hofanlagen um einen Mittelflügel. Im Jahr 1919 kam es zur Zwangsversteigerung, neue Eigentümerin wurde die Industria Grundstücksgesellschaft mbH. Ab 1942 waren im Block C Zwangsarbeiter untergebracht.
Das Vorderhaus wurde während des Zweiten Weltkriegs beschädigt und 1950 eingeschossig wieder aufgebaut. Im Jahr 2009 erfuhr es eine Aufstockung um weitere zwei Stockwerke, dabei verklinkerte man die Gesamtfassade, an benachbarte Gründerzeitbauten angepasst, mit klassischen Stilelementen. Der Innenhofkomplex war bereits Mitte der 1990er Jahre saniert worden, dabei riss man die südlich gelegenen Remisen ab und ersetzte sie durch Neubauten. Die Anlage wird weiterhin gewerblich, insbesondere durch Firmen der sogenannten Neuen Medien, teilweise aber auch zu Wohnzwecken genutzt.

### Hinterhöfe
Während die Straßenbebauung in weiten Teilen großzügige Wohngeschäftshäuser aufweist, entstanden im Blockinneren Hinterhöfe für Gewerbe- und Wohnnutzungen. Vor allem im vorderen Abschnitt der rechten Straßenseite, in dem Geviert Schulterblatt, Susannenstraße, Bartelsstraße und Schanzenstraße, ist ab Mitte des 19. Jahrhunderts, teilweise schon vor der Randbebauung, ein verwinkeltes System von Hinterhäusern, Terrassen und Passagen entstanden.

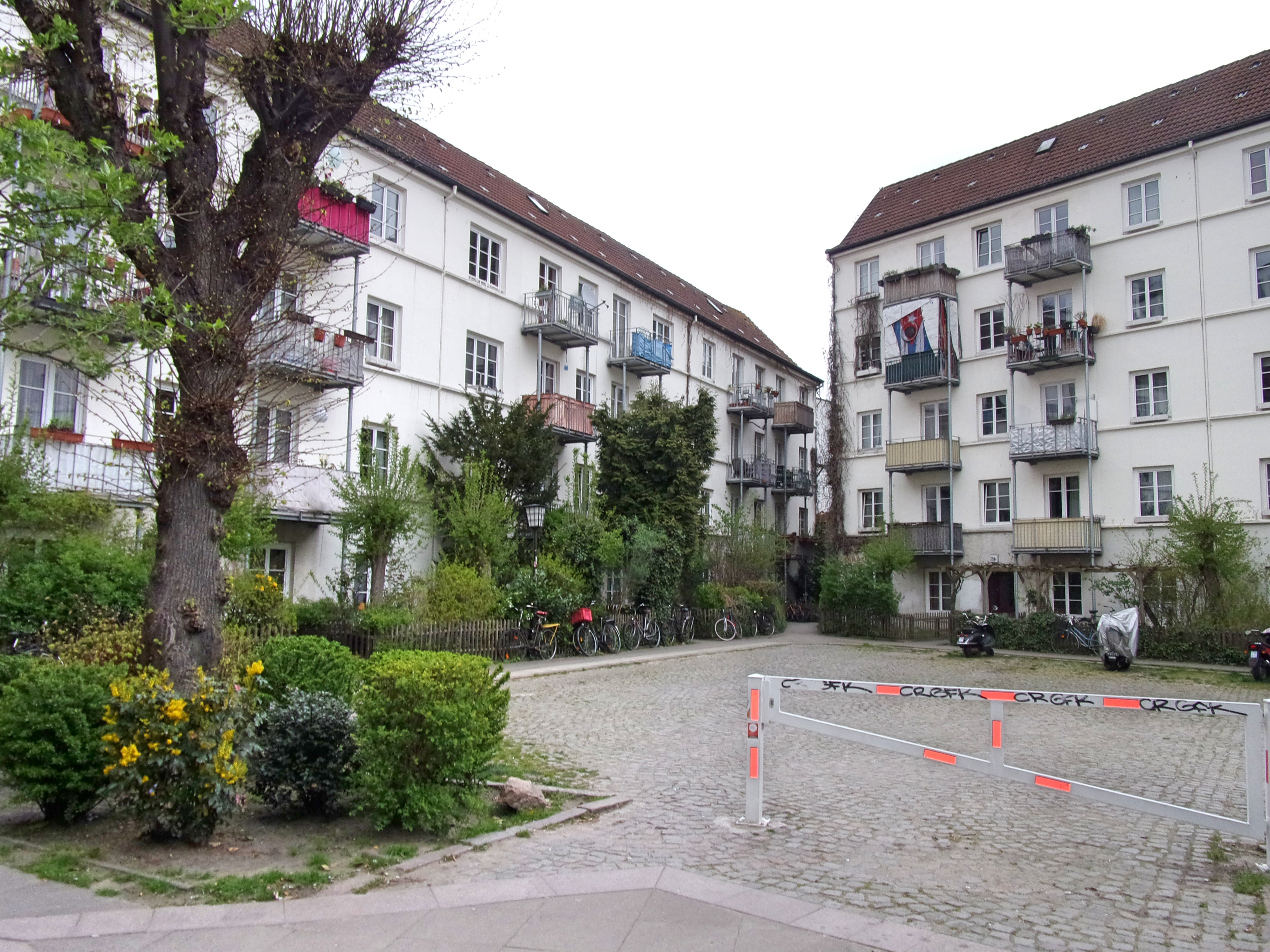
Schulterblatt, Hamburger Hof

Im südlichen Abschnitt befindet sich auf der rechten Seite hinter den Hausnummern 14 und 24 der sogenannte Hamburger Hof. Die beiden langgestreckten, drei- und viergeschossigen Putzriegel, erbaut zwischen 1869 und 1882, umschließen an der Nord- und Ostseite einen dreieckigen Platz, dessen unbebaute Seite durch eine Mauer auf der historischen Grenzlinie zwischen Hamburg und Altona geschlossen wird. Nördlich grenzt die Pianoforte-Fabrik an. Der Hof steht zusammen mit den von der Schanzenstraße zugänglichen Hinterhäusern der Bachterrasse (Hausnummer 41a) und Balkonterrasse (Hausnummer 35–37) als Ensemble unter Denkmalschutz. Sein Name ist darauf zurückzuführen, dass ein auf Hamburger Territorium gelegener Wohnhof allein über Altonaer Gebiet, jenseits der Stadtgrenzen, erschlossen war. Maßgebliche Auswirkungen hatte dies während der Choleraepidemie von 1892: während in dem, an das Altonaer Wassernetz angeschlossenen, Hamburger Hof mit damals 345 Bewohnern kein einziger Krankheitsfall auftrat, waren in den direkt angrenzenden, mit Hamburger Wasser versorgten Häusern hohe Opferzahlen zu beklagen.
Das Haus Schulterblatt 62 hat einen Durchgang zu einem Hofbereich, in dem sich ein großangelegter Spielplatz befindet, genannt BaSchu, der 1997 auf Elterninitiative hin entstanden ist. Er zieht sich durch den gesamten Innenblock und hat am anderen Ende einen Ausgang zur Bartelsstraße. Bis zu der Zerstörung im Bombenkrieg 1943 befand sich hier die größte Hinterhofterrasse des Schanzenviertels, der so genannte Millionenhof. Die Bezeichnung verwies mit leicht ironischem Anklang auf die enge und dunkle Bebauung mit zwei parallel verlaufende Hinterhausreihen vom Schulterblatt bis zur Bartelsstraße, in der „Millionen“ wohnten, die der ärmeren Bevölkerungsschicht angehörten. An der südlichen Seite zieht sich über 60 Meter die vierstöckige Backsteinfassade der Pianoforte-Fabrik, in dem anschließenden freien Bereich Richtung Ausgang Bartelsstraße, heute als Bolzplatz benutzt, schloss bis 1943 der kriegszerstörte nördliche Teil der Bachterrasse (Schanzenstraße 41a) an. Nördlich liegen weitere, heute noch erhaltene Hinterhöfe, die von der Susannenstraße aus zugänglich sind.

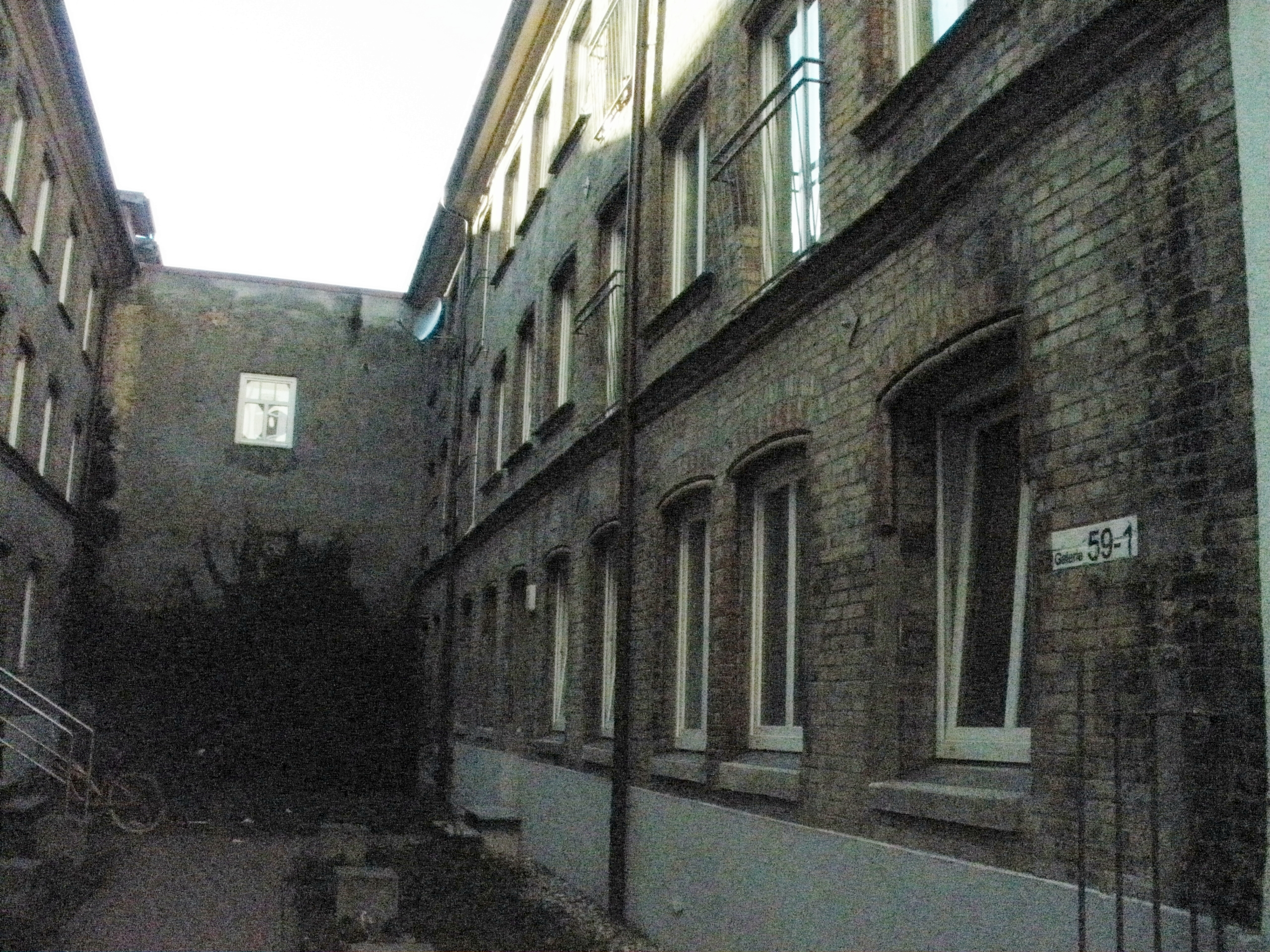
Schulterblatt, Braunschweiger Hof

Eine architektonische und historische Besonderheit ist der sogenannte Braunschweiger Hof auf der linken Straßenseite bei der Hausnummer 59. Es handelt sich um zwei Backsteinetagenbauten der Hannoverschen Bauschule, die für Altona ungewöhnlich und untypisch ist. Die Nordzeile, vom Durchgang aus rechts, ist ein 1873 erbautes Haus, das bei seiner Entstehung zur Juliusstraße hin frei stand und das Vorderhaus zu der 1875 errichteten Südzeile darstellte. Diese wiederum war über den Durchgang des Vorderhauses Schulterblatt Nr. 57/Nr. 61 zugänglich. Das Ensemble wies eine gemischte Wohn- und Gewerbenutzung auf, die rechte Zeile enthielt einen Bierkeller mit Zugang vom Hof, der 1896 umgebaut und mit einem Conditorofen ausgestattet wurde. In der linken waren Pferdeställe und eine Kutschenzimmerei im Erdgeschoss untergebracht. „Sowohl Erschließungstyp als auch Grundrißzuschnitte weisen auf Wohn- und Familienvorstellungen zurück, die ihre Wurzeln in vorindustriellen Wohnformen haben.“

### Flora

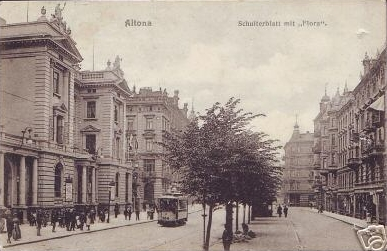
Flora-Theater, um 1900

Am Schulterblatt 71, im Abschnitt zwischen der Juliusstraße und der Eifflerstraße, befindet sich das ehemalige Concerthaus Flora, seit 1989 als autonomes Stadtteilzentrum besetzt und seitdem Rote Flora genannt. Das Gebäude wurde 1888 für die Kaufleute Theodor Mutzenbecher und Lerch als „Gesellschafts- und Concerthaus Flora“ erbaut. Zu dem Komplex gehörten zahlreiche Nebengebäude, wie der 1890 entstandene Crystallpalast, dessen Rückseite hinter den Häusern der Juliusstraße lag, und ein Ballsaal im hinteren Teil des Grundstücks, das bis an die Grundstücke der Friedensstraße, die heutige Lippmannstraße, reichte. Verbunden waren die einzelnen Häuser durch zahlreiche offene Veranden und Gänge innerhalb des Flora-Gartens. Ab 1895 wurde es als Flora Theater weiter geführt, in dem zahlreiche beliebte Varieté-Aufführungen stattfanden. Ende der 1920er Jahre erweiterte man das Programm in der Hoffnung auf ein breiteres Publikum, so führte man z. B. Ringkämpfe vor. Ab 1936 erfolgte ein Umbau des hinteren Ballhauses zur Garagenhalle, in den Obergeschossen wurden Kleinwohnungen geschaffen. 1941 entstand im Flora-Garten ein Hochbunker für 700 Personen. Während des Zweiten Weltkriegs blieb die Flora weitgehend unbeschädigt. 1949 konnte sie nach einer geringfügigen Renovierung wieder eröffnen.
Von 1953 bis 1964 diente das Gebäude als Kino mit 800 Plätzen. 1964 kaufte die Sprinkenhof AG als stadteigene Grundstücksgesellschaft das Gebäude und vermietete es an das Discountunternehmen 1000 Töpfe. 1974 trug man das Dachgeschoss und das zweite Obergeschoss ab und zog ein Flachdach auf. 1987 wurde das Gebäude dem Musical-Produzenten Friedrich Kurz anhand gegeben, mit dem Ziel, dort ein Musical-Theater einzurichten. Gegen diese Pläne entstand ein vielfältiger Widerstand von Anwohnern, Gewerbetreibenden und autonomen Gruppen, die von einem derartigen Großprojekt eine Umstrukturierung des Viertels und damit einhergehende Mietsteigerungen befürchteten. Dennoch kam es ab April 1988 zum Abriss des größten Teils des Gebäudekomplexes, lediglich ein Rumpf des Eingangsgebäudes am Schulterblatt blieb erhalten. Doch zahlreiche Aktionen, eine Bauplatzbesetzung im Juni 1988 und permanentes Einreißen der Bauzäune führten im September 1988 dazu, dass trotz täglicher Polizeibewachung die Investoren das Musicalprojekt an diesem Standort aufgaben.

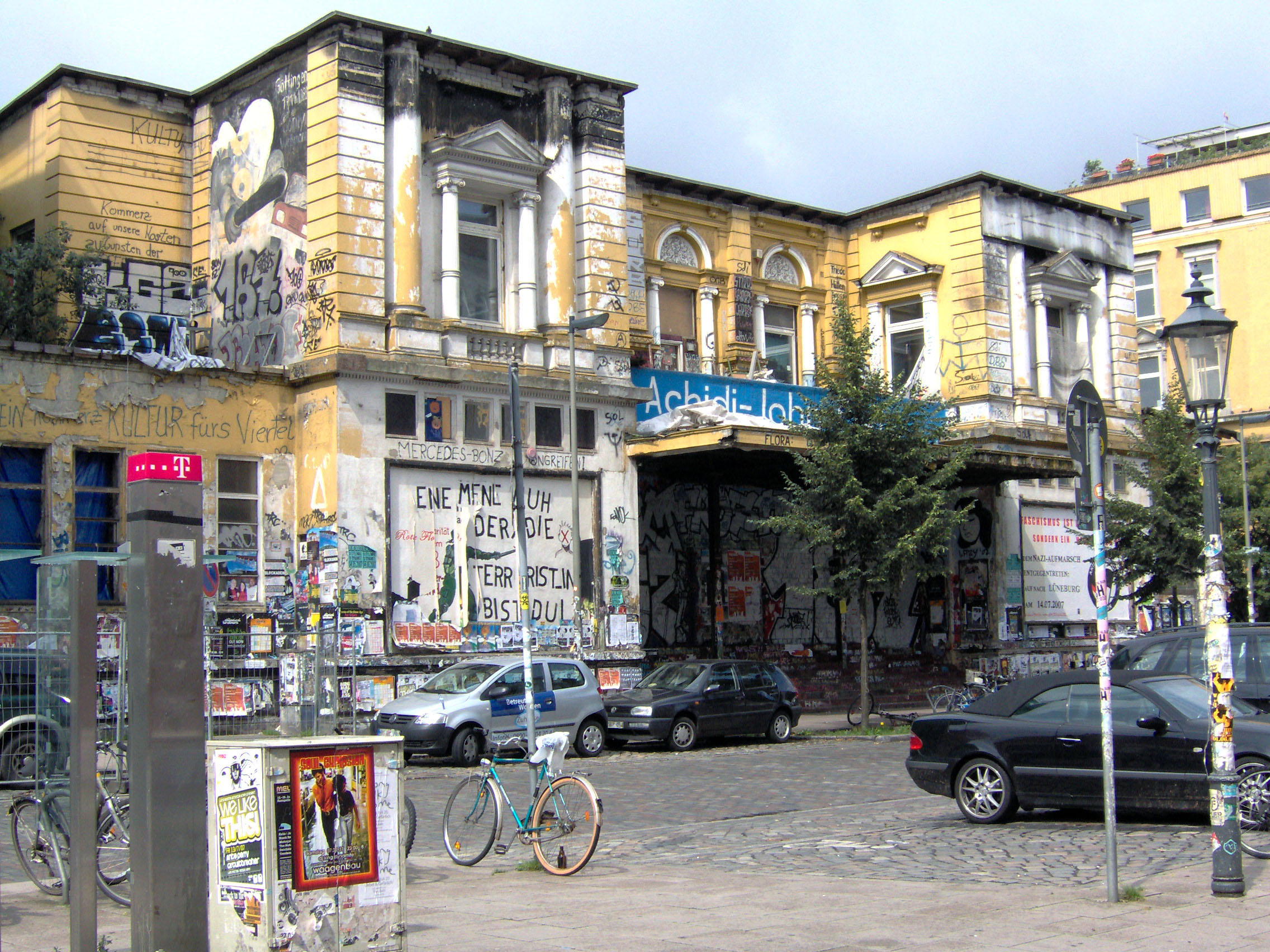
Rote Flora, Juli 2007

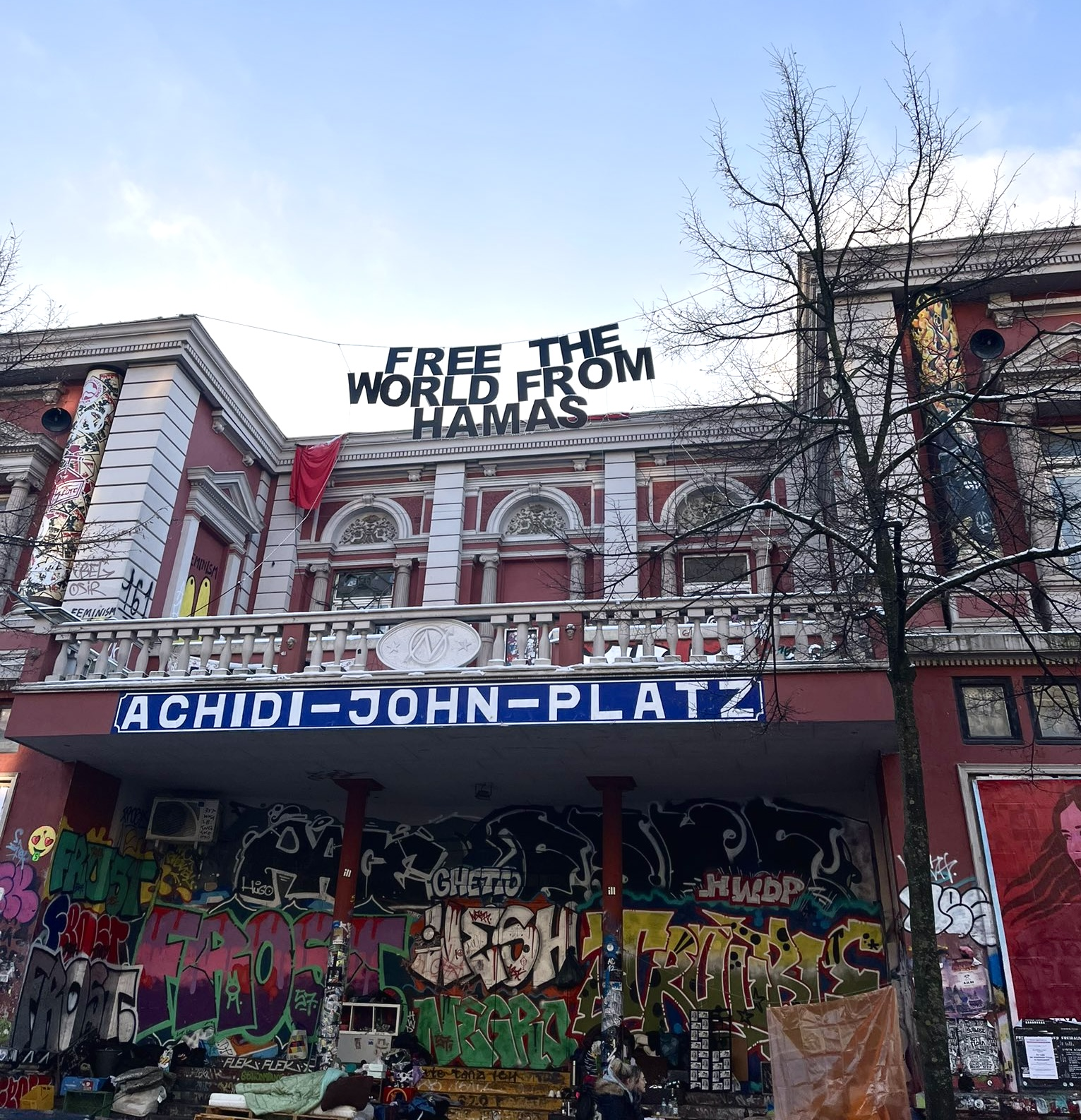
Rote Flora, Dezember 2023

Anschließend bemühten sich Initiativen aus dem Stadtteil um den Erhalt des Restgebäudes. Im August 1989 bot die Stadt den Initiativen überraschend einen befristeten sechswöchigen Nutzungsvertrag an, um die Vorstellung einer alternativen Nutzung öffentlich zu präsentieren. Die Gruppen nutzten diese Gelegenheit zur provisorischen Wiederherstellung der Ruine und eröffneten am 23. September 1989 die Rote Flora offiziell als Stadtteilzentrum. Nach Ablauf der sechs Wochen wurde die Flora am 1. November 1989 für besetzt erklärt. Seitdem wird das Gebäude als kultureller und politischer Treffpunkt genutzt. Es gibt keine bezahlten Stellen, keine Fördergelder, die Belange des Projekts werden im Rahmen der Selbstverwaltung organisiert.
Ab 1992 fanden mehrmals Vertragsverhandlungen zwischen Stadt und Flora-Besetzern statt, jeweils unter den Vorzeichen, bei Nichtabschluss solle geräumt werden. Tatsächlich aber führten die Verhandlung zu keinem Ergebnis, die angedrohte Räumung wurde jedoch nicht vollzogen, die Rote Flora blieb besetzt. Im November 1995 brannte das obere Stockwerk durch einen technischen Defekt aus, die Besetzer konnten das Gebäude in Eigenarbeit und mit breiter Unterstützung wieder in Stand setzen. Im März 2001 verkaufte der Senat der Stadt Hamburg das Haus für 370.000 DM an den Immobilienkaufmann Klausmartin Kretschmer, der dabei zusicherte, am Status der Roten Flora nichts ändern zu wollen. Aufmerksamkeit erregt die Flora zeitweilig durch groß angelegte Polizeiaktionen vor dem Hintergrund politischer Auseinandersetzungen oder den regelmäßig im Schanzenviertel stattfindenden Straßenfesten. Anlässlich des 20-jährigen Bestehens der Roten Flora wurde im Herbst 2009 unter anderem eine Reihe von Veranstaltungen organisiert, die die Geschichte und die Perspektiven des Projekts thematisierten. In diesem Zusammenhang äußerte der Eigentümer Klausmartin Kretschmer in einem Interview, dass er die Zukunft des besetzten Hauses in Frage stelle und erstmals eine Räumung in Betracht ziehe. Nach der Bürgerschaftswahl 2011 erklärte der damals neue Bürgermeister Olaf Scholz, dass er die Rote Flora erhalten wolle und nicht vorhabe, „an dem jetzigen Zustand im Großen und Ganzen etwas zu ändern.“ Nachdem über Kretschmers Vermögen das Insolvenzverfahren eröffnet worden war, beschloss die Gläubigerversammlung im Oktober 2014, das Haus für 820.000 Euro an die Stadt Hamburg zurückzuverkaufen.

### Belle Alliance

Das Belle Alliance an der Einmündung der Eimsbütteler Straße, um 1890

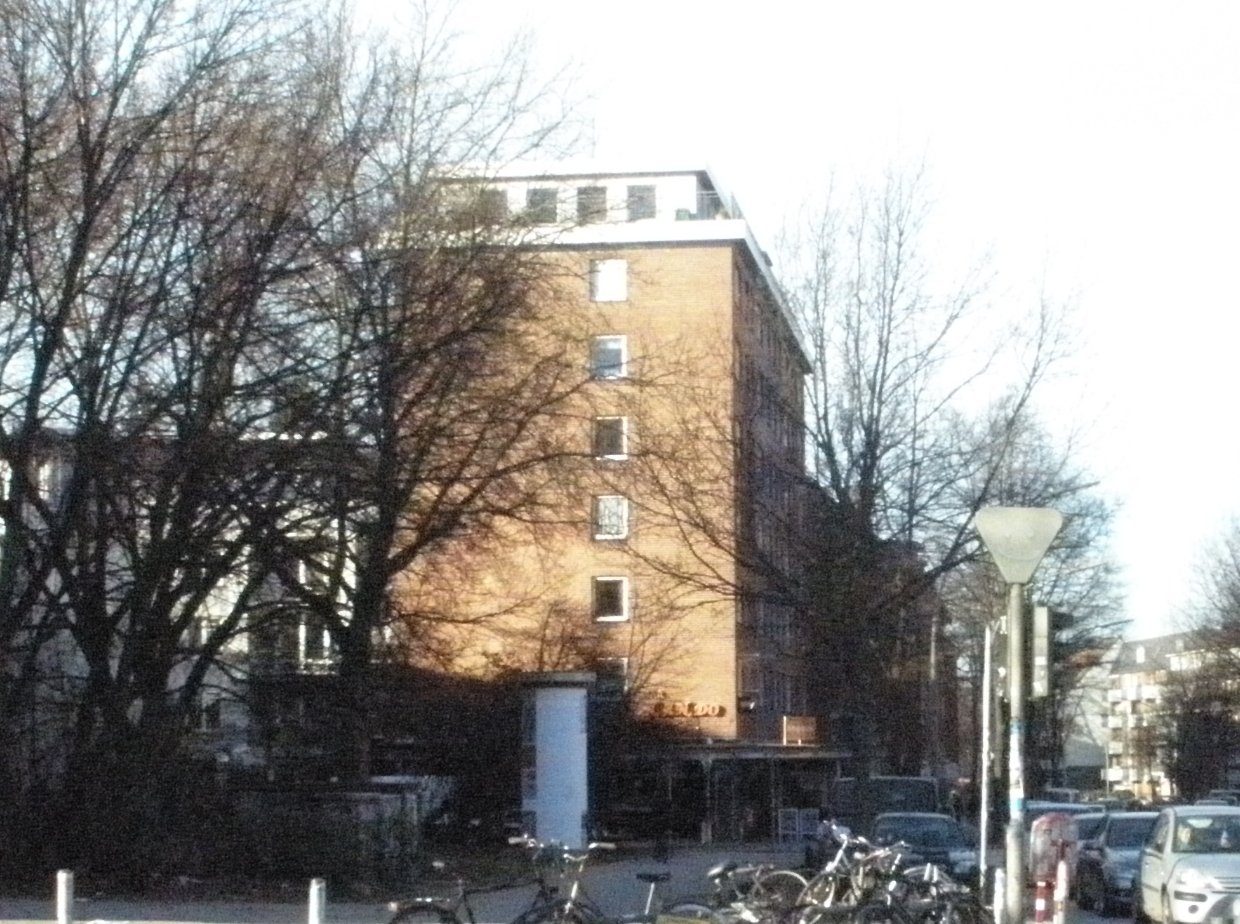
Der gleiche Ort im Jahr 2011

Ein im Krieg zerstörtes und nicht mehr aufgebautes, vormals weit bekanntes Etablissement war das Belle Alliance am Schulterblatt 115–119/Ecke Eimsbütteler Straße 2. Sein Vorläufer, das Timm’sche Wirthshaus Belle Alliance wurde bereits 1827 in einem Hamburger Reiseführer von Professor Schütz erwähnt und insbesondere „der sehr angenehme Garten“ hervorgehoben. Der Namenszusatz war eine nach dem Sieg über Napoleon 1815 weit verbreitete Würdigung des preußischen Beitrags zu den Befreiungskriegen und hier konkret bezogen auf die Schlacht bei Waterloo, welche zu dieser Zeit in Deutschland auch als Schlacht bei Belle-Alliance bezeichnet wurde. Die 350 Meter weiter Richtung Eimsbüttel liegende und 1870 entstandene Bellealliancestraße wurde eben nach diesem Wirtshaus benannt.
1860 übernahm F.A. Stricker, ehemaliger Maurergeselle und Schankwirt in der Großen Freiheit, das Belle-Alliance, baute es mehrfach um und schließlich zu einem Hotel und Theater aus: „Er lockte mit Flügelball und ‚Orchestre parisien‘, Garten und Kegelkugelschieben. Ein Lustgarten also, der alle zwei bis sieben Jahre den Wirt wechselte, erweitert wurde und schließlich einen über tausend Quadratmeter großen Tanzsaal besaß. Rauschende Feste fanden hier statt, die nahe kolossale Flora stellte ‚La Belle Alliance‘ nicht in den Schatten.“ Zudem benutzte die Arbeiterbewegung das Haus bereits im 19. Jahrhundert als Versammlungsort, so wird zu einer von Korbmachern ausgegangenen Streikbewegung im Jahr 1868 berichtet: „Da man in Hamburg die Versammlungen verbietet, ziehen die Streikenden in langen Zügen, oft mit klingendem Spiel, durch Altona zum ‚Belle-Alliance‘ in Eimsbüttel“.
1906 richtete Jeremias Henschel in dem großen Tanzsaal ein Theater lebender Photographien ein, im Volksmund Belle-Kino genannt. 1908 galt es mit etwa 1900 Plätzen als das größte Lichtspieltheater Hamburgs. 1911 und 1918 wurde es nochmals erweitert, die Leinwand auf 35 Quadratmeter vergrößert und Platz für ein Zwanzig-Mann-Orchester geschaffen. 1924 schloss das Restaurant im Hause, das Kino bestand bis zum Zweiten Weltkrieg weiter. Das Haus wurde in der Nacht zum 25. Juli 1943 während der Operation Gomorrha zerstört. Seit den 1960er Jahren steht an seiner Stelle ein nüchterner siebenstöckiger Klinkerbau der Nachkriegsarchitektur.

## Öffentlicher Personennahverkehr
Das Schulterblatt wird von keinem öffentlichen Verkehrsmittel durchfahren, an der Kreuzung Max-Brauer-Allee/Altonaer Straße befindet sich jedoch eine Haltestelle der querenden Buslinie 15 des Hamburger Verkehrsverbundes (HVV), die von Altona hinunter zur Alsterchaussee fährt. Die nächstgelegene S-Bahn- und U-Bahn-Station Sternschanze ist von der Mitte des Schulterblattes aus etwa 300 bis 400 Meter Fußweg entfernt.

Bahnhof Schulterblatt an der Hamburg-Altonaer Verbindungsbahn

Von 1865 bis 1893 hatte die Straße mit dem Bahnhof Schulterblatt einen eigenen Zugang zur Verbindungsbahn. Er lag an der eigens dafür parallel zur Bahnlinie gebauten Parallelstraße (seit 1945 Eifflerstraße) und wurde einen Tag nach seiner Schließung durch die Eröffnung des Bahnhofs Holstenstraße ersetzt. Letzte Spuren des Bahnhofs Schulterblatt verschwanden im Jahr 2005 bei dem Neubau der Brücke über das Schulterblatt.
Bis 1970 führten mehrere Straßenbahnlinien durch das Schulterblatt, zeitweise bis zu fünf Linien parallel. Die Hauptlinien befuhren dabei den Straßenzug vom Pferdemarkt bis zur Eimsbütteler Chaussee, die Altonaer Ringbahn von der Allee (heute Max-Brauer-Allee) bis zur Juliusstraße. Vorgänger der Straßenbahn war die Pferdebahn, die ab 1882, zunächst auf der Strecke der Ringbahn, eingesetzt wurde. Ab 1898 wurde sie nach und nach durch die elektrifizierten Bahnen ersetzt. Nach 1960 fuhren nur noch zeitweise (z. B. als Nachtlinie) einzelne Straßenbahnen durch das Schulterblatt, bis dass der Verkehr ganz eingestellt wurde. Heute gibt es eine Haltestelle Schulterblatt der Metrobuslinie 15 an der Altonaer Straße, wo die Linie das Schulterblatt quert.